# مسجد عاشور
مسجد عاشور، هو مسجد يقع في المدينة القديمة، في شارع عاسف زينلي في باكو. 

## التاريخ

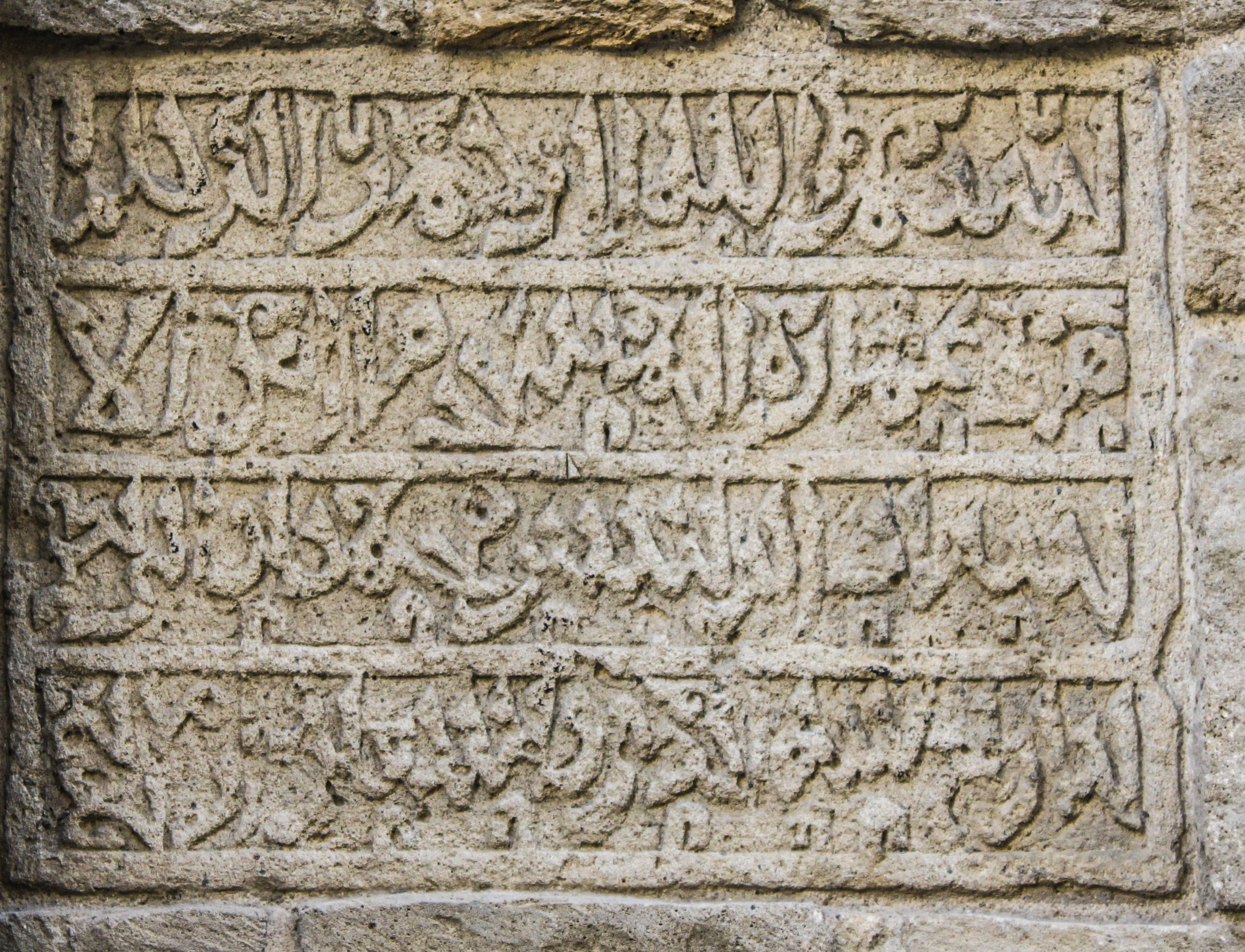
قبرية لمسجد عاشور

وفقا للمصادر أعله، أنشأ المسجد من قبل نجاف عاشور بن إبراهيم في عام 1169. هو واحد من أقدم المساجد الذي يقع في المدينة القديمة.
في نهاية القرن التاسع عشر ومنذ بداية القرن العشرين، ينتشر الناس باسم لزجين الذي انتقل من داغستان إلى هذه المنطقة. وبهذه الأسباب كان معروف المسجد باسم مسجد لزجين. لدى مسجد عاشور بشكل متوازي السطوح. يتكون المسجد من الطابق السفلي ومن القاعة للعبادة.
تمت أعمال الترميم في المسجد في عام 1970، وبعد عمليات إعادة الإعمار والتنقيب الأثرية تم اكتشاف اثنين من الأقواس نصف الدائرية التابعة للفترة الساسانية في أذربيجان.